# Lychen
Lychen (pronunciación en alemán: /ˈlyːçn̩/ⓘ) es una ciudad situada en el distrito de Uckermark, en el estado federado de Brandeburgo (Alemania). Tiene una población estimada, a fines de agosto de 2024, de 3129 habitantes.
Las pequeñas y medianas empresas de los sectores agrícola y forestal; industrial; artesanal, y de servicios, y sobre todo los proveedores turísticos constituyen la base económica de la ciudad.

## Demografía
- Tendencia poblacional desde 1875 (línea azul: población; línea punteada: comparación con tendencias poblacionales del estado de Brandenburg; fondo gris: tiempo de gobierno Nazi; fondo rojo: tiempo de Gobierno comunista)
- Proyecciones y desarrollo poblacional reciente (Desarrollo poblacional antes del censo del 2011 (línea azul); Desarrollo poblacional reciente de acuerdo al Censo en Alemania del 2011 (línea azul con bordes); Proyecciones ofiales para el período 2005-2030 (línea amarilla); para el período 2017-2030 (línea escarlata); para el período 2020-2030 (línea verde)